# Епіфанія (відчуття)
Епіфанія (із давньогрецької мови ἐπιφάνεια, epiphaneia, означає "прояв, прояснення, приголомшлива поява") це відчуття або досвід раптового і приголомшливого розуміння чогось. Як правило, цей термін використовується для опису наукового прориву, релігійних або філософських відкриттів, але може застосовуватись в будь-яких ситуаціях, при яких ясне усвідомлення дозволяє зрозуміти проблему або ситуацію з нової або більш широкої перспективи. Ефект епіфанії вивчається психологами та іншими вченими, зокрема тими, що намагаються вивчати процес інновації.
Епіфанія є відносно нечастим явищем, і зазвичай йому передує процес тривалого обдумування проблеми. Зазвичай воно провокується появою нової ключової порції інформації, але важливим є те, що глибоке підґрунтя попереднього знання є необхідним для того, щоб здійснити різкий поступ в розумінні суті питання. До відомих випадків епіфанії можна віднести відкриття Архімедом методу для визначення щільності об'єкта ("Еврика!") і усвідомлення Ісааком Ньютоном, що падіння яблука і обертання Місяця обидва викликані однією і тією ж силою.

## Історія

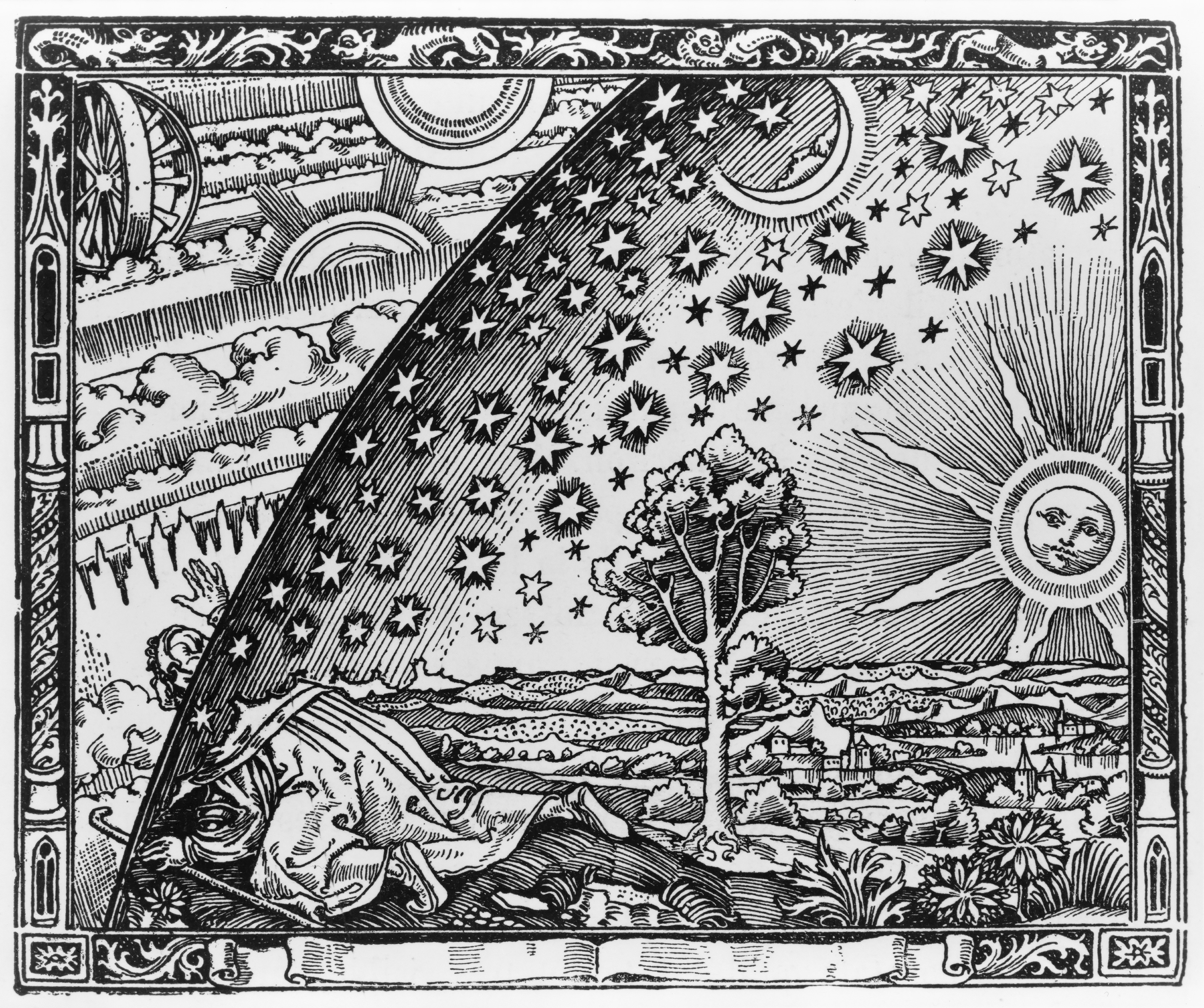
Гравюра Фламмаріона із книги "L'atmosphère", 1888

Спочатку слово епіфанія мало відношення до прозріння через богоявлення. Сьогодні, це поняття частіше використовується без таких конотацій, але популярним уявленням залишається те, що епіфанія це щось надприродне, виникає відчуття що відкриття раптово приходить саме ззовні.
Світське вживання цього слова популярне в першу чергу завдяки ірландському новелісту Джеймсу Джойсу. В його творчості епіфанія визначалася як «раптовий духовний прояв, будь-то внаслідок якогось предмета, сцени, події, або пам'ятної фази розуму--прояв цього починається із пропорційної значимості або строго логічної значущості до чого-небудь до чого це має відношення». Автор використовував епіфанію як літературний прийом в кожній главі своєї збірки коротких історій Дублінці (1914); його головні герої пройшли до раптового розуміння, яке змінило їхнє уявлення про себе  і/або про їхні соціальні умови. Джойс вперше виклав значення, що таке епіфанія у фрагменті Stephen Hero, хоча цей фрагмент був опублікований посмертно у 1944 році. В розумінні філософа Емануеля Левінаса, епіфанія або божественне прозріння проявляється в чужому обличчі (див віч-на-віч).
В традиційних і до-сучасних культурах, обряди ініціації і містичні релігії, а також мистецтво, слугували як засіб пробудження епіфанії. Грецькі драматурги і поети повинні були, в ідеалі, вводити аудиторію в стан катарсису або кенозису, відповідно. Ще одне сучасне вживання назви епіфанія відноситься до описаного в новелі Вільяма Барроуза' Голий ланч, стану під впливом наркотичних речовин, який Барроуз пояснював як, "застиглий момент коли кожен бачить те, що на кінці виделки." Дадаїст Марсель Дюшан і Поп-артист Енді Воргол, обидва перевертали очікування представляючи звичайні об'єкти або графіку у вигляді творів мистецтва (наприклад пісуар у вигляді фонтану), просто представляючи їх у вигляді, в якому ніхто не зробив би це до них; в результаті очікувалося викликати відчуття епіфанії до того "чим є мистецтво" або не є.

## Процес
Епіфанії можуть відбуватися в самих різних формах, і часто породжені складним поєднанням попереднього досвіду, спогадів, знання, схильності до них і контексту. Сучасний приклад епіфанії в галузі освіти може стосуватися процесу, в якому студент приходить в деякий стан або форму нового бачення, прояснення або розуміння думки. Зазвичай, епіфанія є результатом значної роботи з боку першовідкривача, і є лише результатом, що дає задоволення, після довготривалого процесу. Дивовижне і всенаповнуючє відчуття епіфанії є таким неочікуваним, тому що ніхто не може очікувати коли його праця принесе плоди, і наша підсвідомість відіграє суттєву роль в знаходженні рішення; і воно є всенаповнюючим, як винагорода за довгий період прикладений до того зусиль.

## Міф
Існує поширений міф, що більшість, якщо не усі, інновації відбуваються через прозріння (епіфанії). Але не всі інновації відбуваються через епіфанії; як стверджує Скотт Беркан, "найкорисніше думати про епіфанію як про випадкову винагороду за роботу над важкими проблемами". Більшість інновацій відбуваються без епіфанії, і епіфанії мало сприяють для знаходження наступної. Відзначається, що епіфанію не можливо передбачити, або контролювати.
Хоча епіфанія це рідкісне явище, що увінчує успіхом процес істотної праці, існує поширений міф, що епіфанії і раптове зрозуміння, як правило, відповідають за прориви в технології і науці. До відомих епіфаній відносять розуміння Архімедом, як оцінити об'єм заданої маси, що змусило його викрикнути "Еврика!" ("Я знайшов!"). Біографії багатьох математиків містять епіфанічний епізод на початку кар'єри, наслідки яких детально опрацьовувались протягом послідуючих років. Наприклад, за ствердженнями, Альберт Ейнштейн був вражений як маленька дитина, коли йому дали компас, при розумінні того, що якась невидима сила космосу змушує його повертатися. Наступний, можливо кращій, приклад із життя Ейнштейна трапився в 1905, після того як він провів вечір в безуспішних намаганнях примирити фізику Ньютона і рівняння Максвела. Взявши таксі до дому, від озирнувся на годинникову вежу у Берні і уявив, що якщо машина прискориться до швидкості близької до швидкості світла, він би побачив як годинник сповільнюється; з цією думкою, він пізніше зауважив, "буря зірвалася в моїй голові," яка дозволила йому зрозуміти спеціальну теорію відносності. Ейнштейн мав другу епіфанію два роки поспіль в 1907, яку він назвав "найщасливіша думка в моєму житті" коли він уявив ліфт, що падає вниз, і зрозумів, що пасажир ліфту не зможе відрізнити стан невагомості при падінні, і невагомість космосу - думка яка дозволила йому побудувати теорію відносності, в якій гравітація що є викривленням простору в часі. Подібний спалах цілісного розуміння у схильному до того розумі дав "поштовх" Чарлзу Дарвіну (щодо природного відбору), і Дарвін згодом стверджував, що він завжди згадував те місце на дорозі, де була його карета, коли він відчув "удар" прозріння (епіфанії). Інший відомий міф асоціюють з Ісааком Ньютоном і історією про яблуко, а також з відкриттям Ніколою Тесла робочого індуктивного двигуна змінного струму. Хоча такі епіфанії траплялися, вони майже безсумнівно були результатом довгих і інтенсивних періодів дослідження, які ці особи проходили, а не через випадкове прояснення проблеми, про яку вони не думали.
Іншим міфом є те, що епіфанія це один з синонімів слова провидіння (зазвичай духовного). Насправді, реалізм і психологія відносять епіфанію до іншої форми, що відрізняється від видіння, навіть якщо провидіння і епіфанія часто відбуваються внаслідок (часто, на перший погляд) непов’язаними подіями або речами.